# ダニエル・キンゼイ
ダニエル・キンゼイ、またはダン・キンジー（Daniel Chapin Kinsey、1902年1月22日 - 1970年6月27日）は、アメリカ合衆国の陸上競技選手。1924年パリオリンピックの金メダリスト。

## 経歴
ミズーリ州セントルイス出身。アメリカでもトップクラスのハードラーであった。イリノイ大学で教育学(体育)を専攻していた1924年にはIC4A大会で勝利。同年のパリオリンピックで110mハードルに出場することとなった。パリでは、15.0秒で南アフリカのシドニー・アトキンソンと同タイムの接戦の上、金メダルを獲得した。
1926年に大学を卒業後、引き続きオベリン大学で体育教育の研究を続け、1959年まで同大学に在籍。教鞭をとりながら大学の運動部のコーチや、関係団体の組織の活動にも参加していた。
1959年にオベリン大学を離れた後、インディアナ州のアールハム大学とミシガン大学の教授に就任。1970年に引退。引退後すぐこの世を去った。